# Felino cB7R
La Felino cB7  est une Voiture de sport GT développée par le premier constructeur automobile canadien Felino Cars et produite en 10 exemplaires à partir de 2020.

## Présentation
La Felino cB7R est une supercar dessinée et développée par le pilote canadien Antoine Bessette et présentée au Canadian International AutoShow de Toronto en février 2020. Elle est produite dans le Grand Montréal en série limitée de 10 exemplaires.
La cB7R, dont le « R » signifie « Road », est la version homologuée pour la route de la voiture de circuit Felino cB7 produite depuis 2016 et dont le prototype est présenté au salon de Montréal en 2014.

## Caractéristiques techniques

### Motorisations
La cB7R est motorisée par un moteur V8 Chevrolet. Au choix, le V8 atmosphérique de 7 litres de 700 ch et 786 N m de couple ou le V8 atmosphérique 6,2 litres de 525 ch et 660 N m de couple, accouplés à une boîte de vitesses manuelle à six rapports ou en option une boîte séquentielle à six rapports.